# Bernardino de Escalante
Bernardino de Escalante (geb. 1535 in Laredo (Kantabrien); gest. nach 1605) war ein spanischer Militärtheoretiker, Militär- und Reiseschriftsteller.

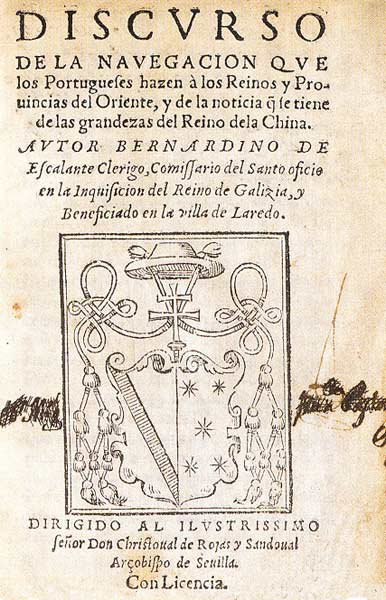
Discurso de la navegación que los portugueses hazen a los Reinos y Provincias de Oriente y de la noticia que se tiene de las grandezas del Reino dela China (Abhandlung über die Seereisen, die die Portugiesen zu den Königreichen und Provinzen des Ostens unternommen haben, und über die Nachrichten von der Größe des Reiches China)

## Leben und Werk
Der spanische Soldat wurde später Kleriker. Er war Kommissar der Inquisition (Comissario del Santo oficio en la Inquisicion del Reino de Galizia bzw. Sevilla).
Er war zu seiner Zeit dank der Verbreitung seiner beiden gedruckten Bücher bekannt, die auch im Ausland nachgedruckt wurden: Diálogos del arte militar (Dialoge über die Kriegskunst) (Sevilla, 1583) und Discurso de la navegación (Abhandlung über die Seereisen […]).